# Lista de prêmios e indicações recebidos por Emma Stone
Ao longo de sua carreira artística, a atriz estadunidense Emma Stone venceu 31 prêmios de 91 indicações, sendo segunda colocada em cinco destas indicações aos principais prêmios de cinema e televisão. Stone foi indicada duas vezes ao Prêmio AACTA e outras duas vezes ao Prêmio da Academia (sendo vencedora em 2017 por sua atuação em La La Land). Além disto, a atriz foi indicada a três categorias dos Prêmios BAFTA, dos quais venceu em cada uma. Stone também recebeu um Globo de Ouro e por três vezes o Prêmio Screen Actors Guild, entre diversas outras premiações. 
Stone iniciou sua carreira na peça teatral The Wind in the Willows, em 2000. Venceu o Young Hollywood Awards de Melhor Novo Rosto por sua estreia cinematográfica na comédia juvenil Superbad (2007). Por sua atuação como uma sobrevivente pós-apocalíptica na comédia de horror Zombieland, Stone recebeu uma indicação ao Teen Choice Award de Melhor Atriz em Filme de Comédia. Em 2010, foi indicada ao Prêmio Scream nas categorias Melhor Elenco e Melhor Atriz de Horror. Entretanto, sua performance de maior destaque ocorreu em Easy A, uma comédia juvenil pela qual foi indicada ao BAFTA de melhor ator ou atriz em ascensão e ao Globo de Ouro de Melhor Atriz em Comédia ou Musical, além de receber um Prêmio MTV Movie de Melhor Performance de Comédia. Sua performance também foi incluída na lista "Top 10 Everything of 2010", da revista Time. 
Stone assumiu papel secundário na comédia romântica Crazy, Stupid, Love (2011), pela qual recebeu o Prêmio Teen Choice de Melhor Atriz em Filme de Comédia. A atriz alcançou ainda maior sucesso com sua atuação no drama The Help, no qual interpretou uma escritora aspirante que se interessa pelas vidas de mulheres afro-americanas. O filme venceu o prêmio de Melhor Elenco em diversas associações de críticos de cinema, além do Prêmio SAG de Melhor Elenco.

## Prêmios

#### Óscar
| Ano  | Categoria                | Indicação                                       | Notas    |       |
| ---- | ------------------------ | ----------------------------------------------- | -------- | ----- |
| 2015 | Melhor Atriz Coadjuvante | Birdman or (The Unexpected Virtue of Ignorance) | Indicado | [ 1 ] |
| 2017 | Melhor Atriz             | La La Land                                      | Venceu   | [ 2 ] |
| 2019 | Melhor Atriz Coadjuvante | The Favourite                                   | Indicado |       |
| 2024 | Melhor Atriz             | Poor Things                                     | Venceu   |       |
| 2024 | Melhor Filme             | Poor Things                                     | Indicado |       |

#### Globo de Ouro
| Ano  | Categoria                                   | Indicação                                       | Notas    |       |
| ---- | ------------------------------------------- | ----------------------------------------------- | -------- | ----- |
| 2011 | Melhor Atriz em Cinema - Comédia ou Musical | Easy A                                          | Indicado | [ 3 ] |
| 2015 | Melhor Atriz Coadjuvante em Cinema          | Birdman or (The Unexpected Virtue of Ignorance) | Indicado | [ 4 ] |
| 2017 | Melhor Atriz em Cinema - Comédia ou Musical | La La Land                                      | Venceu   | [ 5 ] |
| 2018 | Melhor Atriz em Cinema - Comédia ou Musical | Battle of the Sexes                             | Indicado | [ 6 ] |
| 2019 | Melhor Atriz Coadjuvante em Cinema          | The Favourite                                   | Indicado | [ 7 ] |
| 2024 | Melhor Atriz em Série Dramática             | The Curse                                       | Indicado |       |
| 2024 | Melhor Atriz em Cinema - Comédia ou Musical | Poor Things                                     | Venceu   | [ 8 ] |
| 2024 | Melhor Filme - Comédia ou Musical           | Poor Things                                     | Venceu   | [ 9 ] |

### BAFTA
| Ano  | Categoria                | Indicação                                       | Notas    |        |
| ---- | ------------------------ | ----------------------------------------------- | -------- | ------ |
| 2011 | Melhor Atriz em Ascensão | Emma Stone                                      | Indicado | [ 10 ] |
| 2015 | Melhor Atriz Coadjuvante | Birdman or (The Unexpected Virtue of Ignorance) | Indicado | [ 11 ] |
| 2017 | Melhor Atriz             | La La Land                                      | Venceu   | [ 12 ] |
| 2019 | Melhor Atriz Coadjuvante | The Favourite                                   | Indicado | [ 13 ] |
| 2024 | Melhor Atriz             | Poor Things                                     | Venceu   |        |
| 2024 | Melhor Filme             | Poor Things                                     | Indicado |        |
| 2024 | Melhor Filme Britânico   | Poor Things                                     | Indicado |        |

#### SAG Awards
| Ano  | Categoria                               | Indicação                                       | Notas    |  |
| ---- | --------------------------------------- | ----------------------------------------------- | -------- |  |
| 2012 | Melhor Elenco em Cinema                 | The Help                                        | Venceu   |  |
| 2015 | Melhor Elenco em Cinema                 | Birdman or (The Unexpected Virtue of Ignorance) | Venceu   |  |
| 2015 | Melhor Atriz Coadjuvante                | Birdman or (The Unexpected Virtue of Ignorance) | Indicado |  |
| 2017 | Melhor Atriz Principal                  | La La Land                                      | Venceu   |  |
| 2019 | Melhor Atriz Coadjuvante                | The Favourite                                   | Indicado |  |
| 2019 | Melhor Atriz em Minissérie ou Telefilme | Maniac                                          | Indicado |  |
| 2024 | Melhor Atriz Principal                  | Poor Things                                     | Indicado |  |

#### Critics' Choice Movie Awards
| Ano  | Categoria                          | Indicação                                       | Notas    |  |
| ---- | ---------------------------------- | ----------------------------------------------- | -------- |  |
| 2012 | Melhor Elenco em Cinema            | The Help                                        | Venceu   |  |
| 2015 | Melhor Elenco em Cinema            | Birdman or (The Unexpected Virtue of Ignorance) | Venceu   |  |
| 2015 | Melhor Atriz Coadjuvante em Cinema | Birdman or (The Unexpected Virtue of Ignorance) | Indicado |  |
| 2017 | Melhor Atriz em Cinema             | La La Land                                      | Indicado |  |
| 2018 | Melhor Atriz em Filme de Comédia   | Battle of the Sexes                             | Indicado |  |
| 2019 | Melhor Elenco em Cinema            | The Favourite                                   | Venceu   |  |
| 2019 | Melhor Atriz Coadjuvante em Cinema | The Favourite                                   | Indicado |  |
| 2024 | Melhor Atriz em Cinema             | Poor Things                                     | Venceu   |  |